# Мавзолей Імама Хусейна
Мавзолей Імама Хусейна (араб. مقام الامام الحسين ‎ перс. حرم امام حسین) — мавзолей і мечеть в іракському місті Кербела. У мавзолеї похований третій шиїтський імам, другий син Алі ібн Абу Таліба і Фатіми ² Хусейн ібн Алі, також відомий як Імам Хусейн.
Мавзолей Імама Хусейна є однією з найшанованіших святинь для мусульман - шиїтів, особливо шиїтів-існаашаритів за межами Мекки та Медини. Щороку в мавзолей (як і в Мекку і Медіну) здійснюють паломництво мільйони шиїтів з усього світу, в основному з Ірану, самого Іраку, Азербайджану, Бахрейну, Лівану та інших країн з переважно населенням шиїта. Найбільша кількість паломників збирається в мавзолеї десятого дня місяця мухаррам, під час жалобного дня та обряду Ашура.